# Konkurs Piosenki Eurowizji 2005
50. Konkurs Piosenki Eurowizji został zorganizowany 19 i 21 maja 2005 w Pałacu Sportu w Kijowie przez ukraińskiego nadawcę publicznego NTU.
Koncerty poprowadzili Marija Jefrosynina i Pawło Szyłko. Finał wygrała Elena Paparizou, reprezentantka Grecji z piosenką „My Number One” autorstwa Christosa Dantisa i Natalii German, za którą zdobyła łącznie 230 punktów.

## Lokalizacja

### Miejsce organizacji konkursu
Dzięki wygranej konkursu w 2004 przez ukraińską reprezentantkę Rusłanę Łyżyczko 50. Konkurs Piosenki Eurowizji odbył się na Ukrainie. We wrześniu Nacionalna suspilna tełeradiokompanija Ukrajiny (NTU) i Europejska Unia Nadawców (EBU) potwierdziły, że konkurs zostanie zorganizowany w Kijowskim Pałacu Sportu, którego menedżerem był Wiktor Tkaczenko.
Pod koniec grudnia rozpoczęto renowację hali, na co przeznaczono ok. 4 milionów franków. Prace remontowo-renowacyjne miały zakończyć pod koniec kwietnia, jednak ukończono je dopiero na początku maja. Arena mogła pomieścić ponad 5 tys. widzów. 22 marca telewizja NTU podpisała umowę wynajmu hali.
Ukraińska telewizja publiczna przeznaczyła ok. 5 mln franków z własnego budżetu na przygotowanie i transmisję konkursu Kolejne 4,5 mlna otrzymała od EBU, następne 3,3 mlna od parlamentu, a 5,5 mlna od rządu, który pokrył także koszta związane z renowacją hali, wynajmem hoteli oraz infrastrukturą. Wsparcie w organizacji konkursu wyrazili również prezydent i premier Ukrainy, czyli Łeonid Kuczma i Wiktor Janukowycz.
Miasto zapewniło łącznie ok. 2,8 tys. pokojów hotelowych dla wszystkich przyjezdnych fanów konkursu, których liczbę szacowano na ok. 3 tysiące. Przedstawiciel usług hotelarskich w mieście, Michaił Szparik, potwierdził plany wybudowania kolejnych budynków hotelowych na potrzeby konkursu. Właściciele lokalnych hoteli zainwestowały ok. 9,5 miliona euro w celu zakwaterowania wszystkich krajowych delegacji oraz wielbicieli widowiska. Dla wszystkich 39 delegacji zarezerwowano pięć hoteli: Premier Palace Hotel, Radisson SAS Hotel, President Hotel Kyivsky, Rus International Hotel oraz Lybid Hotel. Oprócz tego przygotowano miasto namiotów w Truchaniw Ostriw w Kijowie przeznaczone dla ok. 4,7 tys. ludzi, za które odpowiedzialna była Komisja Ruchu Towarzyszącego Eurowizji (ang. Committee on Eurovision Accompanying Activities). Uroczyste otwarcie tzw. „eurokempingu” nastąpiło 14 maja.
W związku z protestami politycznymi (zwanych pomarańczową rewolucją) oraz obywatelskim poruszeniem przeprowadzonym na terenie kraju, na przełomie listopada i grudnia pojawiły się pogłoski dotyczące zmiany miejsca organizacji widowiska. Temat ten poruszony został podczas listopadowego spotkania Grupy Referencyjnej EBU (w skład której wchodzą przedstawiciele EBU, w tym m.in. przewodniczący Ruurd Bierman) z kierownikiem wykonawczym imprezy (wówczas Svantem Stockseliusem), w trakcie którego zdecydowano się nie zmieniać miejsca przygotowania widowiska, co potwierdziło oświadczenie wydane przez Grupę niedługo po zakończeniu zebrania. W tym czasie organizację widowiska w stolicy kraju uznano za okazję do „świętowania nowej Ukrainy”.
Na czas trwania konkursu planowano znieść wizy dla mieszkańców krajów europejskich. W marcu decyzję zatwierdził rząd kraju, a oświadczenie w tej sprawie zostało opublikowane 29 marca. Prezydent Ukrainy Wiktor Juszczenko zniósł kontrolę wizową dla Europejczyków na terenie państwa od 1 maja do 1 września 2005.
Podczas jubileuszowego konkursu po raz pierwszy przygotowano strefę dla fanów zwaną „wioską eurowizyjną” (ang. Eurovision village), która była specjalnie wydzielonym miejscem na spotkania artystów i członków delegacji z fanami i akredytowanymi dziennikarzami. Oprócz tego, po raz kolejny organizowano imprezy dla akredytowanych fanów w tzw. „euroklubie”, który w 2005 przygotowano w Arena Entertainment Complex. Klub został otwarty 12 maja, odbyło się w nim kilka imprez z udziałem delegacji.
Za bezpieczeństwo turystów podczas trwania 50. Konkursu Piosenki Eurowizji zadbała firma ochroniarska wybrana w drodze przetargu. Pozostałe sektory ochrony kontrolowane były przez Ministerstwo Spraw Wewnętrznych Ukrainy, Minister ds. Sytuacji Nadzwyczajnych Ukrainy oraz Służbę Bezpieczeństwa Ukrainy. Bezpieczeństwo na terenie Pałacu Sportu podczas wszystkich koncertów konkursowych zapewniało ok. 350 ochroniarzy. W maju zakazana była sprzedaż pamiątek z Kijowa na terenie stołecznego metra, co miało zniwelować ryzyko sprzedaży nieoficjalnych pamiątek związanych z konkursem. W związku z zakazem, pod koniec kwietnia Unia Prywatnych Przedsiębiorców zorganizowała pikietę, podczas której sprzedawcy sprzeciwiali się decyzji miasta i grozili podobnym strajkiem w czasie trwania konkursu.
Zarząd miasta zaoferował także wiele atrakcji turystycznych zorganizowanych na terenie metropolii w maju, o które zadbało dziesięć organizacji turystycznych we współpracy z telewizją NTU. Turyści mogli wziąć udział m.in. w Międzynarodowym Festiwalu Figur Piaskowych, na którym jedna z figur przedstawiała ukraińską piosenkarkę Rusłana Łyżyczko, zwyciężczynię konkursu w 2004. Ukraiński Czerwony Krzyż zorganizował akcję społeczną mającą zwrócić uwagę na problem z HIV i AIDS, a wolontariusze rozdawali wszystkim turystom darmowe prezerwatywy. Podczas tygodnia eurowizyjnego na terenie Pałacu Sportu odbyła się wystawa zdjęć zatytułowana My, ludzie Eurowizji. W dniach 18–22 maja główne ulice miasta zostały zamknięte dla ruchu samochodowego, a piesi mogli podziwiać na nich wystawę Ukraina – serce Europy. Widowiska pod tym hasłem zorganizowano także w kilku innych miastach.

### Przebieg wyboru miejsca organizacji
Plany dotyczące organizacji oraz wyboru miejsca rozegrania konkursu rozpoczęły się w maju 2004, tydzień po finale 49. Konkursu Piosenki Eurowizji. Początkowo ukraińskie media obawiały się brakiem odpowiedniej hali do przeprowadzenia widowiska, krajowy rząd nie zgodził się natomiast na podwojenie państwowego budżetu w celu przeznaczenia środków na zorganizowanie imprezy. Chęć przygotowania konkursu wyraził wówczas m.in. rząd Serbii i Czarnogóry, jednak później wycofał swoje zainteresowanie z powodu innych planów budżetowych. Doniesieniom zaprzeczyła Daphne Bokota z ramienia greckiej telewizji Ellinikí Radiofonía Tileórasi.
Pierwotnie planowano na potrzeby konkursu wybudować zupełnie nową halę na terenie International Expo Center, ostatecznie jednak zdecydowano się na zorganizowanie konkursu w Kijowskiego Pałacu Sportu. Był to zarazem szósty z rzędu konkurs, który odbył się na stadionie sportowym.

## Organizacja
Za transmisję konkursu odpowiadała szwedzka firma zewnętrzna Prisma OB. Oficjalnymi sponsorami konkursu zostały: operator telekomunikacyjny KyivStar, przedsiębiorstwo branży elektronicznej Samsung Electronics oraz internetowa kwiaciarnia Fleurop-Interflora, a także firma gorzelnicza Nemiroff, której wybór na jednego ze sponsorów konkursu spotkał się z krytyką niektórych internautów. Na szczeblu krajowym sponsorowanie konkursu zapewniły firmy producent napojów bezalkoholowych Coca Cola, firma gorzelnicza Chernigivske i firma metalurgiczna Interpipe. Za transport delegacji wszystkich krajów uczestniczących odpowiedzialna była firma Bycko. Za stworzenie platformy do głosowania odpowiadała niemiecka firma Digame.de GmbH, będąca częścią Deutsche Telecom (T-Com).
Pod koniec maja 2004 w Genewie odbyło się spotkanie EBU i telewizji NTU, podczas którego podjęto podstawowe decyzje dotyczące organizacji konkursu. Wszystkie decyzje musiały zostać podjęte przez państwową telewizję do 1 sierpnia. W czerwcu odbyło się zebranie Grupy Referencyjnej EBU (reprezentantów EBU), na którym przedyskutowano m.in. temat metody głosowania wszystkich krajów oraz rozważano wprowadzenie dwóch rund półfinałowych. W lipcu Rada Administracyjna EBU przybyła się w Kijowie, gdzie zapadły wszystkie decyzje dotyczące przygotowań. Podano je do publicznej wiadomości 15 września. Miesiąc wcześniej, tj. w sierpniu ogłoszono, że producentem generalnym konkursu z ramienia NTU będzie Alekandr Saweńko, a reprezentantem z ramienia EBU – Tarmo Krimm.
Z okazji 50-lecia Konkursu Piosenki Eurowizji EBU zleciła Johnowi Kennedy’emu O’Connorowi napisanie książki o historii konkursu. Wydawnictwo pt. „Eurovision Song Contest – The Official Story” ukazało się 1 marca 2005, było opublikowane w językach: angielskim, niemieckim, francuskim, duńskim, szwedzkim, niderlandzkim i fińskim. Partnerem oraz wydawcą książki była firma Carlton Books.
Podobnie jak w poprzednich latach, organizator konkursu rozważał przywrócenie orkiestry na konkurs, jednak po raz kolejny zrezygnowano z tego pomysłu.
Pod koniec stycznia 2005 kierownik wykonawcy konkursu, Svante Stockselius, poinformował, że 21 lutego ruszy internetowa sprzedaż biletów na oba koncerty konkursowe oraz próby. Z powodu zmian organizacyjnych w zarządzie telewizji NTE oraz rezygnacji Oleksandra Sawienki z funkcji dyrektora stacji, termin uruchomienia sprzedaży wejściówek został przesunięty na 21 marca. Ceny biletów wahały się od 25 do 1500 hrywien. W dniu sprzedaży dokonano kilku zmian w ustawieniach siedzeń w hali, co wywołało kilkugodzinne opóźnienia w możliwości kupna biletów. Do sprzedaży przeznaczono pulę ponad 68 tys. biletów na wszystkie koncerty koncertowe oraz próby, czyli ok. 8,5 tys. wejściówek na jedno wydarzenie. Wielu międzynarodowych fanów konkursu wyraziło swoje niezadowolenie faktem, że jedynie 1/3 wszystkich biletów została zarezerwowana dla nich, a znaczna większość dla mieszkańców Ukrainy. Wielu obserwatorów narzekało także na system płatności za bilety, jednak ostatecznie problem został rozwiązany. Tydzień po uruchomieniu sprzedaży sprzedano ponad 19,5 tys. wejściówek.

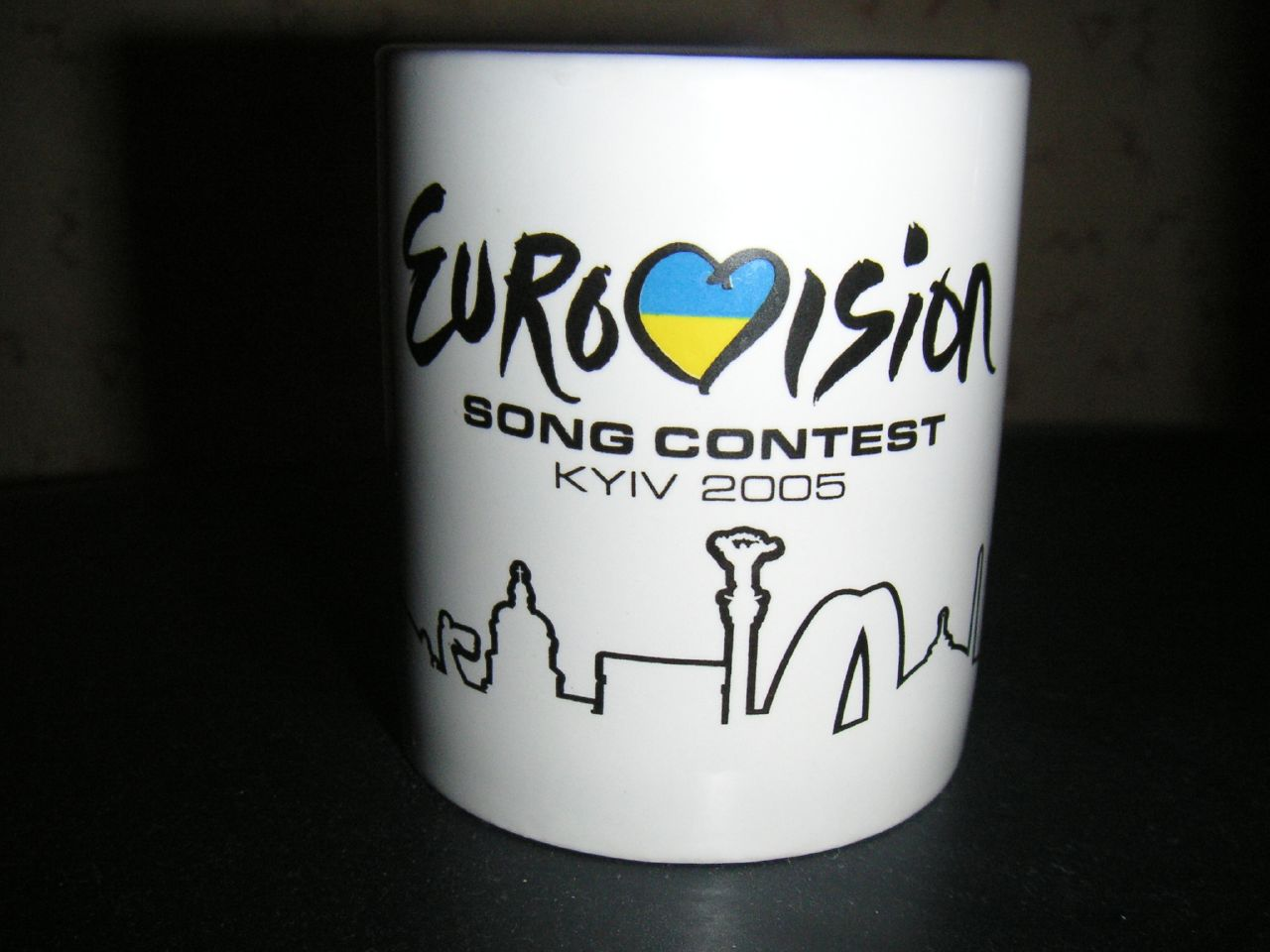
Kubek z oficjalnym logo 50. Konkursu Piosenki Eurowizji

Oprócz biletów, organizatorzy uruchomili również sprzedaż pamiątek. Na początku marca ruszyła przedsprzedaż oficjalnego albumu kompilacyjnego, zawierającego wszystkie czterdzieści piosenek konkursowych (za 19,95€) oraz płyty DVD, zawierającej zapis telewizyjny wszystkich koncertów konkursowych (za 24,95€). Na początku maja udostępniono do sprzedaży oficjalne gadżety związane z konkursem, w tym m.in. czapki, szaliki i koszulki, a także kubki z eurowizyjnym logotypem, które były jednymi z najczęściej kupowanymi pamiątkami eurowizyjnymi w poprzednich latach. Wszystkie gadżety można było kupić w Pałacu Sportu, a także w ponad dwudziestu hotelach w Kijowie oraz za pośrednictwem sklepu internetowego (eurovisionshop.tv). Kilka dni po rozpoczęciu sprzedaży odnotowana została rekordowa liczba sprzedaych akcesoriów. W połowie maja do sprzedaży trafiły także znaczki pocztowe wydane z okazji 50-lecia Konkursu Piosenki Eurowizji; znaczek z wizerunkiem Rusłany Łyżyczko wydano w 231 tys. sztuk.

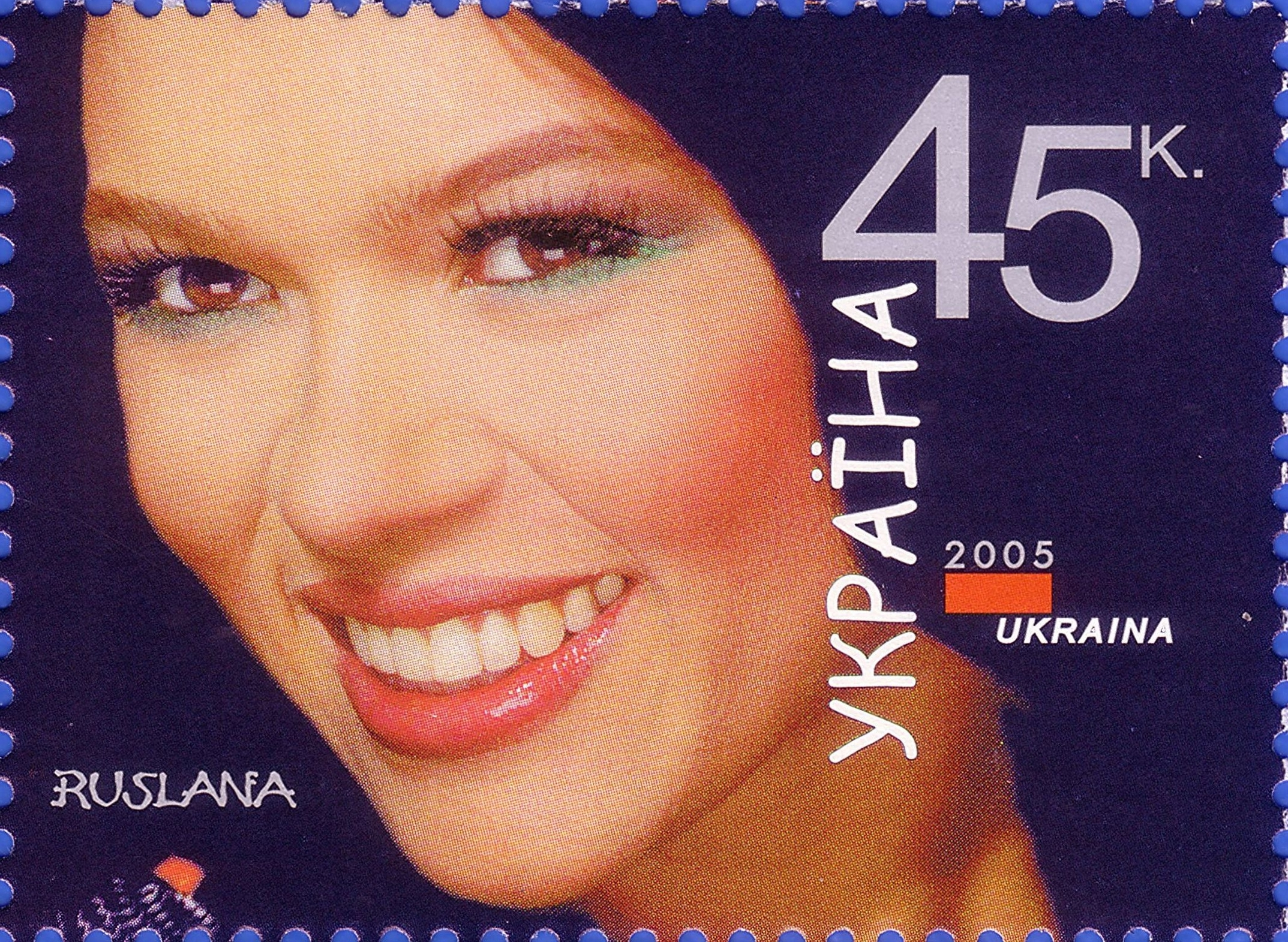
Znaczek pocztowy z wizerunkiem Rusłany

Wszystkie piosenki biorące udział w 50. konkursie musiały zostać wyłonione do 20 marca 2005. 21 i 22 marca w Kijowie odbyło się spotkanie szefów delegacji wszystkich reprezentacji biorących udział w konkursie, na którym przedyskutowano m.in. przebieg widowiska i krajowych selekcji, a także zaprezentowano kilka projektów sceny konkursowej.
23 marca ruszył proces akredytacyjny dla dziennikarzy. Akredytacja prasowa nie umożliwiała jej posiadaczom darmowego wstępu na arenę rozgrywek prób generalnych oraz koncertów konkursowych. Zgodnie z zapowiedziami, podczas konkursu obecnych było ponad 1,5 tys. akredytowanych dziennikarzy, którym udostępniono do użytku m.in. 150 telefonów, 300 komputerów oraz połączenie internetowe na terenie całego centrum prasowego. Centrum prasowe było gotowe do użytku 5 maja, a 12 maja zostało otwarte dla mediów. Dziennikarzy obsługiwało 70 wolontariuszy. W sobotę, 16 maja odbyło się oficjalne przyjęcie koktajlowe z okazji rozpoczęcia Konkursu Piosenki Eurowizji.
13 maja o godz. 9:30 rozpoczęły się pierwsze próby kamerowe z udziałem uczestników, a także konferencje prasowe. Pierwszego i drugiego dnia na scenie odbyli próbę półfinaliści, a w kolejne dni – finaliści konkursu. W obawie przez niebezpieczeństwem uczestników, reprezentantom m.in. Rumunii, Norwegii i Wielkiej Brytanii nie pozwolono wykorzystać efektów pirotechnicznych podczas ich występów. Zamiast tego zaoferowano wyświetlenie ognia w wizualizacjach.
Projekt oficjalnej strony internetowej przygotowała niemiecka firma Pixelpark przy współpracy z EBU. W kwietniu telewizja NTU uruchomiła nową domenę dotyczącą konkursu (kieveurovision.com).

### Prowadzący i goście specjalni

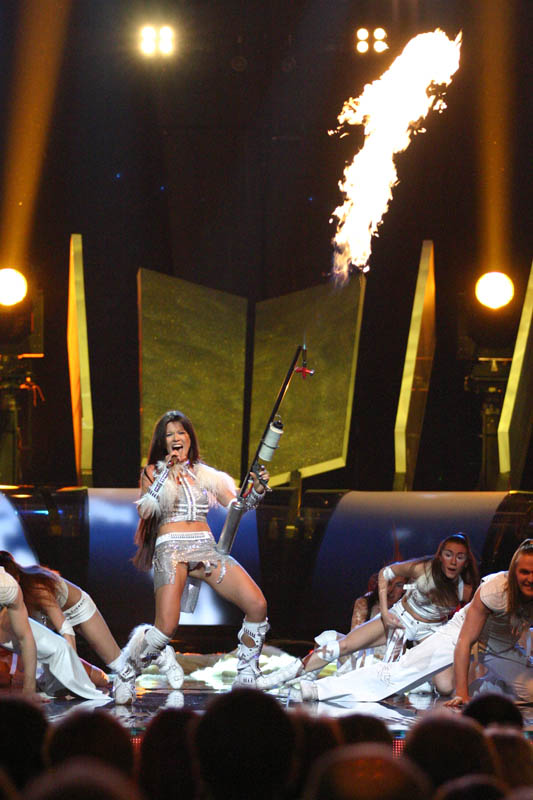
Rusłana Łyżyczko podczas występu otwierającego finał 50. konkursu

Pod koniec marca ogłoszono, że konkurs poprowadzą: prezenter radiowo-telewizyjny Pawło „DJ Pasza” Szyłko, piosenkarka Rusłana Łyżyczko, która wygrała 49. Konkursu Piosenki Eurowizji w 2004, oraz bokser Wołodymyr Kłyczko. Rusłana miała poprowadzić koncerty w języku angielskim, Szyłko – we francuskim (drugim oficjalnym języku konkursu), a Kłyczko miał być gospodarzem kulis, czyli tzw. green roomu. W maju ogłoszono, że Rusłana wycofała się z roli gospodyni koncertów z powodu zaangażowania się piosenkarki w nowy projekt muzyczny i brak czasu na podjęcie się poprowadzenia widowiska. Ostatecznie prowadzącą konkurs została prezenterka Marija „Masza” Jefrosynina. 11 maja odbyła się pierwsza próba techniczna dla prowadzących.
Koncert półfinałowy konkursu otworzyli: Zespół Pieśni i Tańca Sił Zbrojnych Ukrainy, formacja tańca współczesnego A-B Ballet, militarny chór Ukrainy oraz rockowy zespół Diezel JD Power, któremu towarzyszyła para tańca towarzyskiego. W finale gościnnie wystąpiła Rusłana Łyżyczko, która na otwarciu zaśpiewała piosenki „Wild Dances” i „Heart on Fire”, zaś w tzw. interwałach, przeznaczonych na głosowanie na uczestników, zaprezentowała utwór „The Same Star”. W przerwie wystąpił też Kijowski Zespół Instrumentów Perkusyjnych ARS NOVA oraz tancerz Anatolli Zalewski. Gościem specjalnym obu koncertów był m.in. Wołodymyr Kłyczko.

### Losowanie kolejności startowej
Kolejność startową wszystkich krajów uczestniczących w półfinale i finale ustalono podczas pierwszego spotkania przedstawicieli delegacji wszystkich 39 państw uczestniczących w konkursie, które odbyło się 21 i 22 marca. Ceremonię losowania prowadziły trzy osoby, zaś rezultat losowania pozycji startowych w półfinale i finale przedstawiono 22 marca.
Brakujące miejsca na liście finałowej były uzupełnione podczas ogłaszania wyników półfinału konkursu, który odbył się 19 maja, a nie 18 maja, jak wcześniej podawały niektóre źródła.

### Projekt grafiki, sceny i trofeum
Organizatorzy opisywali scenę konkursową jako „Rajski Ogród (...), w którym wysokość, bogactwo, piękno, pomysłowość i światło są na porządku dziennym”, co miało symbolizować „nową epokę zarówno dla konkursu, jak i dla samej Ukrainy”. Dominującymi kolorami na scenie były: zielony, żółty i niebieski (ukraińskie barwy narodowe) oraz pomarańczowy (nawiązujący do pomarańczowej rewolucji). W marcu do sieci wyciekły szkice sceny konkursowej autorstwa ukraińskiego projektanta Michaiła Iłki. 25 kwietnia rozpoczęto pracę nad budową sceny, która składała się z jednej głównej sceny oraz dwóch mniejszych platform po obu stronach sceny. Trzeci rok z rzędu do oświetlenia podłogi zastosowano ekrany LED-owe, ich instalację rozpoczęto 30 kwietnia. Aby uniknąć pęknięcia szklanych ekranów, zabezpieczono je dodatkową warstwą ochronną. Pierwsza próba techniczna dźwiękowa odbyła się 10 maja.

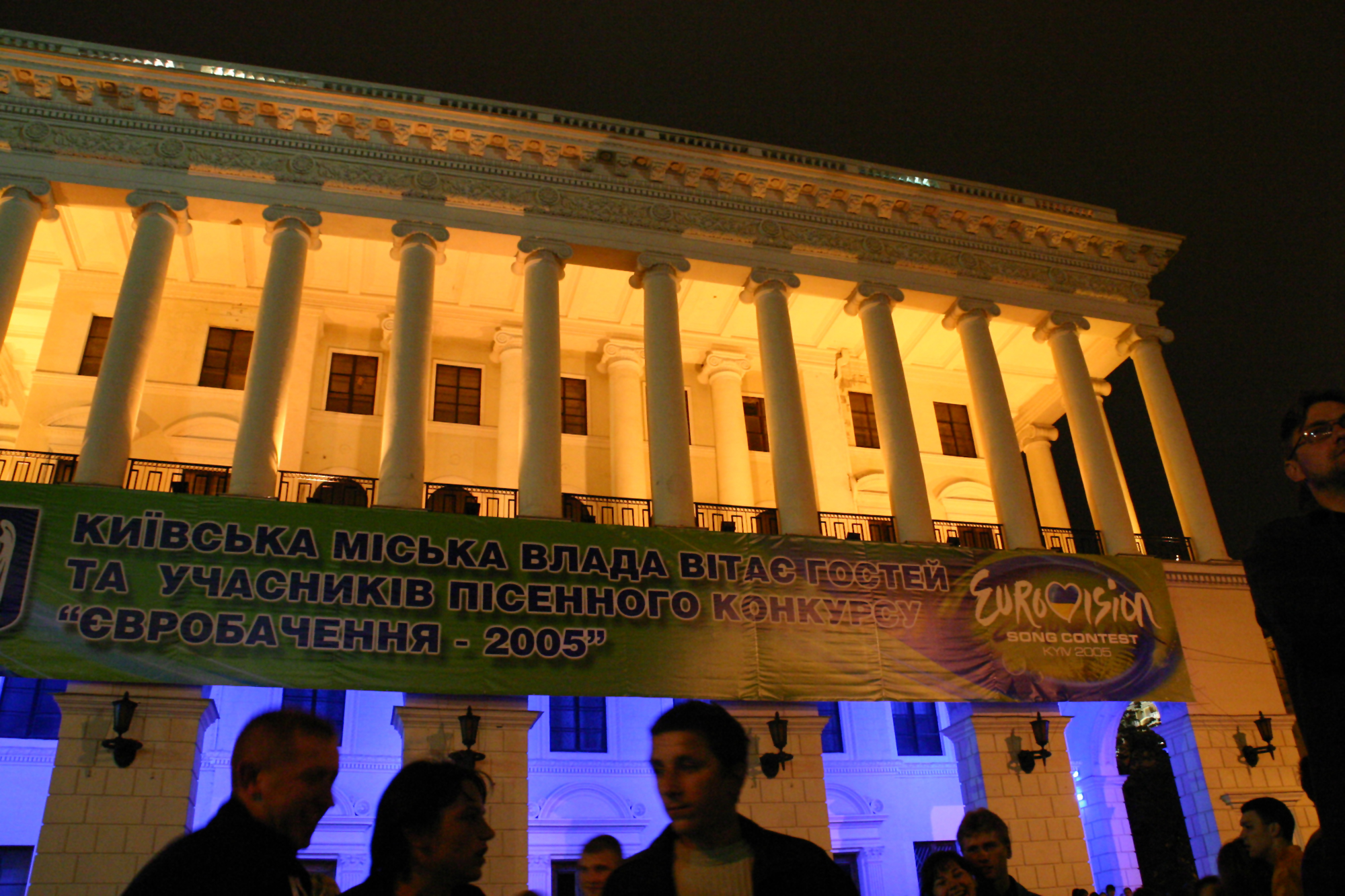
Oficjalny plakat 50. Konkursu Piosenki Eurowizji

W marcu opublikowano oficjalny plakat reklamujący 50. Konkurs Piosenki Eurowizji. Początkowo na wszystkich plakatach i materiałach promocyjnych widniała nazwa Kiev, którą w kwietniu ujednolicono na Kyiv. Oficjalnym sloganem konkursu zostało hasło Awakening, które było także motywem przewodnim krótkich filmików prezentowanych przed każdym występem konkursowym (czyli tzw. „pocztówek”). W minifilmikach zagrali Ukraińcy, a motywem przewodnim była natura i kultura kraju oraz najważniejsze budynki znajdujące się m.in. w Kijowie. Większość pocztówek została wyprodukowana w Luxen Studio we Lwowie.
Oświetleniem całego budynku oraz areny, gdzie odbył się konkurs, zajęła się firma Spectra Stage & Event Technologies. Nad oprogramowaniem świateł i wideo czuwało czterech operatorów, którzy stworzyli oprogramowanie w ciągu 41 dni, dzięki czemu każdy z reprezentantów miał zapewniony indywidualny wygląd sceny oraz wizualizacji. Za cyfrowy odbiór widowiska odpowiedzialnych było dwóch projektaktów graficznych. Wybudowanie całej produkcji, w tym kamer, światła i dźwięku, zajęło firmie dwa tygodnie, a za ich obsługę odpowiadały 32 osoby. Widowisko pokazywane było przy użyciu dwudziestu kamer.
Statuetka dla zwycięzcy konkursu została wykonana z czystego złota (o łącznej wadze ok. 500 g) przez jubilerów z Kijowskiej Fabryki Jubilerskie. Projekt trofeum inspirowany był twórczością starożytnych Scytów i zawierał m.in. kwiat paproci, będący symbolem jubileuszowego konkursu.

## Kontrowersje
Oskarżenia o plagiat
Autorzy utworu „Zauvijek moja” zespołu No Name reprezentującego Serbię i Czarnogórę zostali posądzeni o plagiat piosenek „No voy a llorar” Moniki Naranjo i „Poljem se vija Zordelija”. Piosenkę „Lorraine” w wykonaniu reprezentującego Bułgarię zespołu Kaffe porównano natomiast do utworu „Don’t Go” Rusłana Mainowa. Ostatecznie żadna z piosenek nie została zdyskwalifikowana przez EBU.
Polityczny utwór z Ukrainy
Pod koniec lutego ukraiński nadawca potwierdził, że podczas konkursu będzie reprezentował go zespół Gryndżoły z utworem „Razom nas bahato, nas ne podołaty” wybranym na hymn Wiktora Juszczenki podczas tzw. pomarańczowej rewolucji w 2004. Zgodnie z regulaminem konkursu, tekst piosenki musiał zostać zmieniony ze względu na zawarcie w nim politycznej wiadomości. Refren piosenki wzbogacono o zwroty w ośmiu wersjach językowych: ukraińskiej, angielskiej, polskiej (Jest nas wielu, nas nie pokonacie), niemieckiej (Alle wir in allem, sind wir nicht zufallen), francuskiej (Le people uni serait jamais vaincu), czeskiej (V ednote ja nase sila), hiszpańskiej (Si estamos juntos, somos invencibles) i rosyjskiej (Вместе мы едины, мы не победимы).
Niedługo później EBU poinformowała, że utwór nie jest oryginalną kompozycją, tylko przeróbką rewolucjonistycznego utworu „Pueblo unido jamas sera vencido” z lat 60. Propozycja nie została jednak zdyskwalifikowana.
Manipulacje wynikami krajowych selekcji
Podejrzenie manipulacją wynikami w finale krajowych eliminacjach pojawiło się w kilku państwach. Temat został poruszony podczas kwietniowego Zgromadzenia Telewizyjnego EBU. Kierownik wykonawczy konkursu Svante Stockselius i przewodniczący Grupy Referencyjnej EBU Ruurd Bierman uznali, że przebieg krajowych selekcji musi być restrykcyjniej kontrolowany w celu uniknięcia podejrzeń o zmanipulowanie wyników.
W trakcie finału eliminacji w Bułgarii jeden z uczestników, Sławi Trifonow, uznał, że wynik jest „zmanipulowany”, a producenci zespołu Kaffe, który wygrał selekcje, mieli zapłacić ok. 25 tys. euro za karty SIM, z których prawie 80 osób miało oddać ok. 80 tys. głosów na piosenkę „Lorraine”. Piosenkarz, który uczestniczył w selekcjach w parze z Sofi Marinową, odmówił występu w konkursie. Przedstawiciele sieci telekomunikacyjnej Mobiltel wydali oświadczenie potwierdzające uczciwość i prawdziwość przebiegu głosowania. Wygrana zespołu Kaffe, który ponad 50% wszystkich głosów, spotkał się z krytyką publiczności zgromadzonej w Narodowym Pałacu Kultury w Sofii. Podczas konferencji prasowej po finale eliminacje menedżer zespołu Owanes Melik-Paszajew przyznał, że był zastraszany przez współpracowników duetu Trifonow-Marinowa. Jak wyznał, grożono mu dochodzeniem nad jego biznesem w kraju. Zespół otrzymał wsparcie od wielu bułgarskich piosenkarzy, aktorów i fanów.
Po finale eliminacji mających wyłonić reprezentację Serbii i Czarnogóry lokalne media zwróciły uwagę na bojkot piosenki „Jutro” serbskiej piosenkarki Jeleny Tomašević, laureatki drugiego miejsca w finale selekcji przez czterech czarnogórskich jurorów, którzy nie przyznali jej żadnego punktu (przy jednoczesnym docenieniu Serbki przez serbską część jury). Zgodnie z treścią oświadczenia wydanego przez klub OGAE z Serbii i Czarnogóry, głosowanie jury było „poniżej profesjonalnego poziomu”. Niezadowolenie z bojkotu piosenki wyraził m.in. Željko Joksimović, serbski piosenkarz i kompozytor piosenki „Jutro”, który uznał sposób głosowania Czanogórców za „głęboko niesprawiedliwy”. Czarnogórska telewizja RTCG odparła oskarżenia o niesprawiedliwość, tłumacząc, że jurorzy podejmowali „niezależne decyzje, na które telewizja nie miała wpływu”, a także zwracając uwagę na otrzymanie przez zespół No Name prawie dwukrotnie większej liczby głosów telewidzów od Tomašević (32 607 do 16 978 głosów). Fani konkursu zwrócili uwagę, że zespół No Name w finale selekcji otrzymał dziesięciokrotnie większą liczbą głosów od widzów w porównaniu z koncertem Montevizija 2005, organizowanym dwa dni wcześniej.
Przed finałem Konkursu Piosenki Eurowizji zespół No Name był bojkotowany przez serbskie media. W trakcie pobytu w Kijowie reprezentanci Czarnogóry mieli umyślnie podkreślać, że są „czarnogórskimi reprezentantami”, a nie „reprezentantami Serbii i Czarnogóry”.
Podejrzenia o zmanipulowanie wynikami wysunięto po zakończeniu finału rosyjskich eliminacji eurowizyjnych, które wygrała Natalla Padolska. Podobne doniesienia medialne pojawiły się także po finale litewskich selekcji, podczas których miały występować problemy z przyjmowaniem głosów. Kilku uczestników konkursu wniosło petycję do telewizji LRT z prośbą o zorganizowanie nowego finału oraz przeprowadzenie powtórnego głosowania, jednak stacja odrzuciła petycję. Po finale tureckich eliminacji do Sądu w Ankarze wpłynął wniosek o anulowanie wyników koncertu. Zdaniem powódki, którą była kompozytorka Umran Akdokur, utwór „Rimi rimi ley” wygrał krajowe eliminacje dzięki temu, że jeden z twórców piosenki, Goksan Arman, na co dzień pracuje w Orkiestrze Wielkiej TRT. 8 maja sąd odrzucił pozew.
Bojkot maltańskich selekcji
W listopadzie 2004 Unia Maltańskich Kompozytorów, Piosenkarzy i Autorów (w skrócie UKAM) zorganizowała we Florianie spotkanie, na którym przedyskutowano nowe zasady krajowych eliminacji eurowizyjnych Malta Song for Europe 2005. Jedną z proponowanych zmian było niedopuszczanie do udziału obcokrajowców oraz piosenek stworzonych przez niemaltańskich kompozytorów. Większość członków UKAM uznała, że udział w maltańskich eliminacjach był umożliwiony jedynie maltańskim twórcom. Przewodniczący komisji jurorskiej selekcji Grace Borg poinformował, że nie zmieni zasad i nadal będzie dopuszczał obcokrajowców do zgłaszania się. Pod koniec miesiąca członkowie UKAM zagrozili bojkotem eliminacji i niezgłaszaniem swych propozycji. Tego samego dnia Unia oraz organizatorzy selekcji uzyskali porozumienie. W grudniu obie strony przygotowały zasady wyboru krajowego reprezentanta: spośród wszystkich zgłoszeń dziewięcioosobowa komisja jurorska wybrała 50 kompozycji, które potem zostały ocenione przez inny skład jurorski mający za zadanie wybór 22 finalistów.
Inne incydenty
Po finale niemieckich selekcji Germany 12 Points David Brandes, producent zwycięskiej piosenki „Run & Hide” Gracii Baur, został posądzony o manipulację wynikami sprzedaży singla, co miało pomóc utworowi dotarcie na krajową listę przebojów, a co za tym idzie – otrzymanie „dzikiej karty” umożliwiającej udział w finale krajowych eliminacji eurowizyjnych. Zdaniem Media Control GfK International, niemieckiej agencji przygotowującej m.in. cotygodniowe notowania piosenek, producent zawyżał wyniki sprzedaży zakupem dwóch tysięcy egzemplarzy singla. Agencja zdecydowała się na zbanowanie utworu na krajowych listach przebojów na czas trzech tygodni. Brandesa poparła wówczas m.in. sama Baur, która dodała, że „w końcu to Niemcy głosowali na piosenkę, a nie pozycja na listach przebojów”. W kwietniu dziennik „Bild” przygotował petycję, w której zachęcał piosenkarkę do rezygnacji z udziału w konkursie. List otwarty do wokalistki podpisało m.in. kilku wcześniejszych reprezentantów Niemiec w konkursie, w tym m.in. Ireen Sheer (1978), Nicole (1982), Nino De Angelo (1989), Guildo Horn (1998), Corinna May (2002) i Lou (2003), a także szwajcarska piosenkarka Lys Assia, zwyciężczyni 1. Konkurs Piosenki Eurowizji w 1956.
Po finale konkursu turecka telewizja TRT poinformowała, że podczas finałowego występu zespołu Gülseren nastąpiły problemy techniczne, które mogły przeszkodzić w prawidłowej transmisji tureckiej prezentacji. W trakcie występu w tle został odtworzony 25-sekundowy fragment podkładu do piosenki „Boonika bate doba” zespołu Zdob și Zdub reprezentującego Mołdawię.
Kilka dni po finale konkursu mołdawski Parlament podał w wątpliwość poprawność głosowania, zwłaszcza nieprzyznanie reprezentacji Rumunii maksymalnej noty 12 punktów z Mołdawii. Svante Stockselius z EBU zaprzeczył, jakoby nastąpiły jakiekolwiek nieprawidłowości w mołdawskich wynikach głosowania i poinformował, że z powodów technicznych wykorzystano wyniki głosowania komisji jurorskiej, a nie telewidzów.

## Kraje uczestniczące
Zgłoszenia do udziału w konkursie trwały do 15 grudnia 2004. Początkowo EBU spodziewała się udziału reprezentantów 40 państw, w listopadzie wstępną deklarację wyraziło 41 krajów. 20 grudnia EBU opublikowała oficjalną listę 39 uczestników konkursu, w tym debiutujących nadawców z Bułgarii i Mołdawii oraz powracającego po siedmiu latach przerwy nadawcę z Węgier, który jako ostatni uczestniczący kraj podjął ostateczną decyzję dotyczącą wystawienia swojego reprezentanta.
Początkowo w stawce konkursowej miały znaleźć się także telewizje z Czech i Libanu, który miała reprezentować Aline Lahoud z utworem „Quand tout s’enfuit”. Czeska telewizja wycofała się z uczestnictwa z powodu przygotowań do udziału w dwóch innych projektach kulturalnych, zaś oficjalnym powodem rezygnacji libańskiej stacji Télé Liban były powody finansowe, o czym nadawca poinformował w grudniu 2004. Kilka dni później EBU przekonała stację do wystartowania w konkursie. W marcu libańska agencja internetowa wywołała kontrowersje po nieuwzględnieniu Izraela na liście uczestników na stworzonej przez nią lokalnej stronie internetowej konkursu. Po interwencji EBU nadawca zdecydował się na usunięcie zakładki z uczestnikami ze strony konkursu. EBU wymusiła także na dyrektorach stacji transmisję wszystkich konkursowych prezentacji bez zakłóceń, na co ci nie wyrazili zgody i ogłosili rezygnację z udziału w widowisku.
W kwietniu 2003 pojawiły się doniesienia o powrocie na eurowizyjną scenę nadawcy z Luksemburga. Podobnie spekulacje toczono w czerwcu 2004, jednak kilka miesięcy później szefostwo krajowej telewizji zdementowało informacje. Pierwotnie wątpliwości dotyczące udziału miał nadawca z Monako, w październiku ostatecznie jednak potwierdził wysłanie swojego reprezentanta na konkurs. Na początku kwietnia pojawiły się nieprawdziwe doniesienia o rezygnacji kraju z udziału w konkursie, jednak pogłoski zdementowano. Chęć rezygnacji z konkursu wyrazili początkowo także nadawcy ze Szwajcarii i Polski, ostatecznie jednak wyrazili zainteresowanie udziałem w widowisku.
W półfinale wystąpiło 25 reprezentantów, a w finale – 24, w tym dziesięć krajów z najlepszymi wynikami w finale poprzedniego konkursu, dziesięciu najwyżej ocenionych uczestników rundy półfinałowej, państwa tzw. „Wielkiej Czwórki”, czyli Francja. Niemcy, Wielka Brytania i Hiszpania, a także organizator konkursu – Ukraina. Losowanie kolejności startowych w półfinale oraz dla krajów zakwalifikowanych automatycznie do finału odbyło się 21 marca.
Powracający artyści

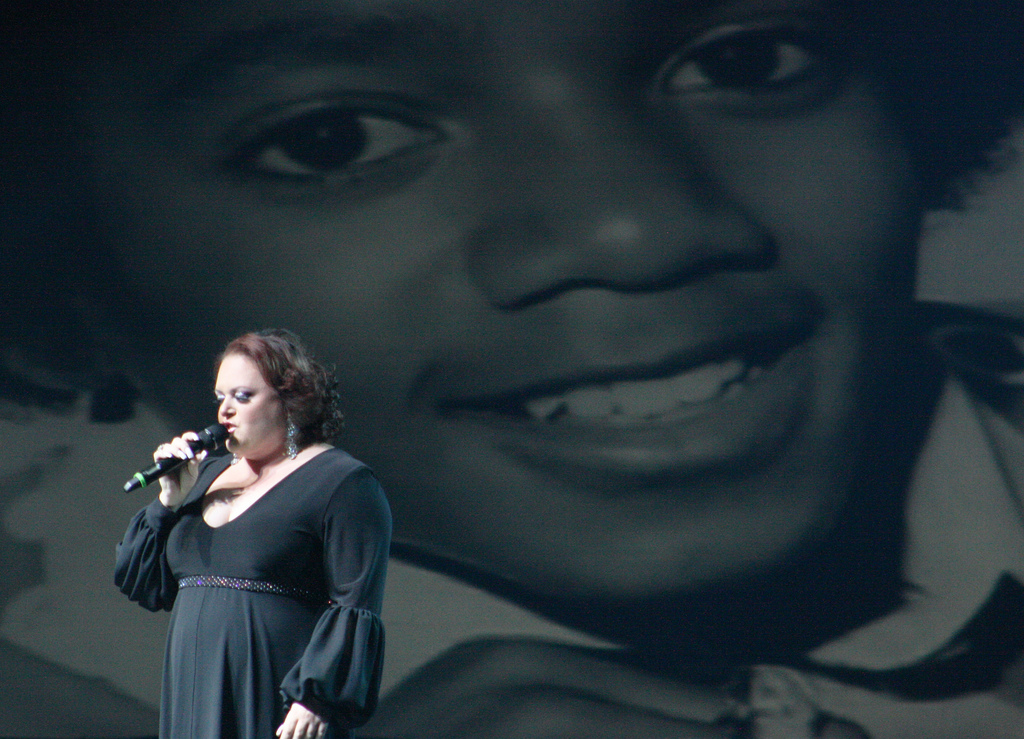
Chiara – dwukrotna reprezentantka Malty w konkursie (2011)

W 50. Konkursie Piosenki Eurowizji wzięło udział kilku artystów, którzy znaleźli się w stawce konkursowej widowiska w poprzednich latach. Przedstawicielka Grecji, Elena Paparizou, po raz pierwszy reprezentowała kraj podczas konkursu w 2001 jako żeńska cześć duetu Antique.  Reprezentująca Maltę Chiara wystąpiła w barwach kraju w 43. Konkursie Piosenki Eurowizji w 1998. Selma Björnsdóttir z Islandii po raz pierwszy reprezentowała kraj w konkursie w 1999, a w latach 2001 i 2003 wystąpiła jako chórzystka podczas występów islandzkich reprezentantów. Konstandinos Christoforu z Cypru dwukrotnie reprezentował swój kraj w konkursie: jako solista w 1996 i jako członek zespołu One w 2002.
Podczas występu cypryjskiego reprezentanta na scenie zaśpiewała gościnnie Elina Konstantopulu, która reprezentowała Grecję w konkursie w 1995. Wokalem wspierającym podczas greckiej prezentacji został Alexandros Panayi, który był reprezentantem Cypru podczas konkursu w 1995 (solowo) i 2000 (jako członek duetu Voice), a także chórzystą podczas cypryjskich występów w 1989 i 1991. Podczas występu andorskiej reprezentantki Marian van de Wal w chórkach zaśpiewała Anabel Conde, reprezentantka Hiszpanii w 40. Konkursie Piosenki Eurowizji w 1995.
Jednym z chórzystów podczas prezentacji Geira Rönninga z Finlandii był Charles Salter, chórzysta podczas występu fińskiego zespołu CatCat w finale konkursu w 1994. Piosenkarza na scenie wsparła wokalnie także m.in. Hanna-Riikka Siitonen, która zaśpiewała w chórkach w trakcie fińskich prezentacji konkursowych w 1996 i 2004. Wokalem wspierającym zespołu Wig Wam reprezentującego Norwegię była m.in. Åshild Kristin Stensrud, która wcześniej była chórzystką podczas występów norweskich reprezentantów w 1999 i 2000. Reprezentanta Danii Jakoba Sveistrupa na scenie wsparli wokalnie m.in. Kenny Lübcke i Peter Busborg, którzy mają na swoim koncie występy jako chórzyści kilku przedstawicieli duńskiej telewizji w konkursach w latach 90.. Podczas występu Martina Stenmarcka reprezentującego Szwecję w chórkach zaśpiewała m.in. Andrea „Dea” Norberg, która była chórzystką podczas występów szwedzkich reprezentantów podczas konkursu w 1999, 2003 i 2004, a także Claudette Pace, reprezentantka Malty w konkursie w 2000. Drugą szwedzką chórzystką była Jenny Petersson, która towarzyszyła na scenie krajowym reprezentantom w latach 2003–2004 oraz greckiemu zespołowi Antique podczas ich występu w konkursie w 2001. Reprezentującą Białoruś Anżalikę Ahurbasz wokalnie wsparli m.in. Victoria Halkiti, która pojawiła się w chórkach greckich reprezentantów w konkursie w latach 1993–1994, oraz Chriso Stamatopulu, chórzystka greckiej reprezentantki Mando podczas jej występu w konkursie w 2003. Islandzką reprezentantkę Selmę Björnsdóttir na scenie wsparła wokalnie Regína Ósk, która wcześniej pojawiła się w chórkach podczas występów islandzkich reprezentantów w 2001 i 2003.

## Wyniki

### Półfinał
W przeciwieństwie do konkursu w poprzednich latach, do transmisji koncertu półfinałowego 50. Konkursu Piosenki Eurowizji zobligowani byli nadawcy wszystkich 39 krajów uczestniczących w widowisku. Do finału awansowała dziesięć krajów, których reprezentanci zyskali największe poparcie telewidzów i jurorów
| L.p. | Kraj       | Język                       | Wykonawca                           | Tytuł                  | Miejsce | Punkty |
| ---- | ---------- | --------------------------- | ----------------------------------- | ---------------------- | ------- | ------ |
| 01   | Austria    | angielski, hiszpański       | Global.Kryner                       | „Y así”                | 21      | 30     |
| 02   | Litwa      | angielski                   | Laura & The Lovers                  | „Little by Little”     | 25      | 17     |
| 03   | Portugalia | angielski, portugalski      | 2B                                  | „Amar”                 | 17      | 51     |
| 04   | Mołdawia   | angielski, rumuński         | Zdob și Zdub                        | „Boonika bate doba”    | 2       | 207    |
| 05   | Łotwa      | angielski, migowy           | Valters & Kaža                      | „The War Is Not Over”  | 10      | 85     |
| 06   | Monako     | francuski                   | Lise Darly                          | „Tout de moi”          | 24      | 22     |
| 07   | Izrael     | hebrajski, angielski        | Sziri Majmon                        | „Ha-Szeket sze-niszar” | 7       | 158    |
| 08   | Białoruś   | angielski                   | Anżalika Ahurbasz                   | „Love Me Tonight”      | 13      | 67     |
| 09   | Holandia   | angielski                   | Glennis Grace                       | „My Impossible Dream”  | 15      | 53     |
| 10   | Islandia   | angielski                   | Selma                               | „If I Had Your Love”   | 16      | 52     |
| 11   | Belgia     | francuski                   | Nuno Resende                        | „Le grand soir”        | 22      | 29     |
| 12   | Estonia    | angielski                   | Suntribe                            | „Let’s Get Loud”       | 20      | 31     |
| 13   | Norwegia   | angielski                   | Wig Wam                             | „In My Dreams”         | 6       | 164    |
| 14   | Rumunia    | angielski                   | Luminița Anghel and Sistem          | „Let Me Try”           | 1       | 235    |
| 15   | Węgry      | węgierski                   | NOX                                 | „Forogj, világ!”       | 5       | 167    |
| 16   | Finlandia  | angielski                   | Geir Rönning                        | „Why?”                 | 18      | 50     |
| 17   | Macedonia  | angielski                   | Martin Wucziḱ                       | „Make My Day”          | 9       | 97     |
| 18   | Andora     | kataloński                  | Marian van de Wal                   | „La mirada interior”   | 23      | 27     |
| 19   | Szwajcaria | angielski                   | Vanilla Ninja                       | „Cool Vibes”           | 8       | 114    |
| 20   | Chorwacja  | chorwacki                   | Boris Novković (feat. Lado members) | „Vukovi umiru sami”    | 4       | 169    |
| 21   | Bułgaria   | angielski                   | Kaffe                               | „Lorraine”             | 19      | 49     |
| 22   | Irlandia   | angielski                   | Donna i Joseph McCaul               | „Love?”                | 14      | 53     |
| 23   | Słowenia   | słoweński                   | Omar Naber                          | „Stop”                 | 12      | 69     |
| 24   | Dania      | angielski                   | Jakob Sveistrup                     | „Talking to You”       | 3       | 185    |
| 25   | Polska     | polski, rosyjski, ukraiński | Ivan i Delfin                       | „Czarna dziewczyna”    | 11      | 81     |

Legenda:
     Kraje, które awansowały do finału
Tabela punktacyjna półfinału
W głosowaniu półfinałowym wzięły udział wszystkie trzydzieści dziewięć krajów mających swoich reprezentantów w konkursie. Telewidzowie mogli oddawać głosy za pomocą telefonów stacjonalnych oraz SMS-ów. W Andorze i Turcji obowiązywało jedynie głosowanie SMS-owe, zaś w Bośni i Hercegowinie, Islandii, Izraelu, Szwajcarii oraz na Cyprze telewidzowie oddawali głosy tylko za pomocą telefonów stacjonarnych.
Głosowanie rozpoczęło się za zakończeniu ostatniej prezentacji konkursowej i trwało przez dziesięć minut. Po zakończeniu koncertu półfinałowego potwierdzono problemy z oddawaniem głosów w trzech krajach: w Albanii, Andorze i Monako, gdzie wykorzystano zastępcze głosowanie jurorów. Oficjalne wyniki głosowania opublikowano po finale konkursu.
| |            | Kraje głosujące | Kraje głosujące | Kraje głosujące | Kraje głosujące | Kraje głosujące | Kraje głosujące | Kraje głosujące | Kraje głosujące | Kraje głosujące | Kraje głosujące | Kraje głosujące | Kraje głosujące | Kraje głosujące | Kraje głosujące | Kraje głosujące | Kraje głosujące | Kraje głosujące | Kraje głosujące | Kraje głosujące | Kraje głosujące | Kraje głosujące | Kraje głosujące | Kraje głosujące | Kraje głosujące | Kraje głosujące | Kraje głosujące | Kraje głosujące | Kraje głosujące | Kraje głosujące | Kraje głosujące | Kraje głosujące     | Kraje głosujące | Kraje głosujące | Kraje głosujące | Kraje głosujące | Kraje głosujące | Kraje głosujące      | Kraje głosujące | Kraje głosujące | Kraje głosujące |
| Suma punktów | Austria    | Litwa           | Portugalia      | Mołdawia        | Łotwa           | Monako          | Izrael          | Białoruś        | Holandia        | Islandia        | Belgia          | Estonia         | Norwegia        | Rumunia         | Węgry           | Finlandia       | Macedonia       | Andora          | Szwajcaria      | Chorwacja       | Bułgaria        | Irlandia        | Słowenia        | Dania           | Polska          | Wielka Brytania | Malta           | Turcja          | Albania         | Cypr            | Hiszpania       | Serbia i Czarnogóra | Szwecja         | Ukraina         | Niemcy          | Grecja          | Rosja           | Bośnia i Hercegowina | Francja         |                 |                 |
| --- | ---------- | --------------- | --------------- | --------------- | --------------- | --------------- | --------------- | --------------- | --------------- | --------------- | --------------- | --------------- | --------------- | --------------- | --------------- | --------------- | --------------- | --------------- | --------------- | --------------- | --------------- | --------------- | --------------- | --------------- | --------------- | --------------- | --------------- | --------------- | --------------- | --------------- | --------------- | ------------------- | --------------- | --------------- | --------------- | --------------- | --------------- | -------------------- | --------------- | --------------- | --------------- |
| Uczestnicy konkursu                                                                                             | Austria    | 30              |                 |                 |                 |                 |                 |                 |                 |                 |                 |                 |                 |                 |                 |                 |                 |                 |                 | 7               | 6               |                 |                 |                 | 10              |                 |                 |                 |                 |                 | 5               |                     |                 |                 |                 |                 | 1               | 1                    |                 |                 |                 |
| Uczestnicy konkursu                                                                                             | Litwa      | 17              |                 |                 |                 |                 | 8               |                 |                 |                 |                 |                 |                 |                 |                 |                 |                 |                 |                 |                 |                 |                 |                 | 5               |                 |                 |                 | 4               |                 |                 |                 |                     |                 |                 |                 |                 |                 |                      |                 |                 |                 |
| Uczestnicy konkursu                                                                                             | Portugalia | 51              |                 |                 |                 |                 |                 |                 |                 |                 |                 |                 | 10              |                 |                 |                 |                 |                 |                 |                 | 12              |                 |                 |                 |                 |                 |                 |                 |                 |                 |                 |                     | 5               |                 |                 |                 | 12              |                      |                 |                 | 12              |
| Uczestnicy konkursu                                                                                             | Mołdawia   | 207             | 8               | 10              | 8               |                 | 10              |                 | 10              | 10              |                 | 8               | 4               | 5               | 1               | 12              | 6               | 3               | 10              |                 |                 | 4               | 6               | 3               | 7               |                 | 6               | 5               |                 | 12              | 3               | 8                   | 1               | 6               |                 | 12              |                 | 6                    | 12              | 6               | 5               |
| Uczestnicy konkursu                                                                                             | Łotwa      | 85              |                 | 12              | 4               |                 |                 |                 | 6               | 7               |                 | 2               |                 | 10              | 3               |                 |                 |                 |                 |                 |                 | 7               |                 | 6               | 6               | 5               |                 |                 | 12              |                 |                 | 2                   |                 |                 |                 | 2               |                 |                      | 1               |                 |                 |
| Uczestnicy konkursu                                                                                             | Monako     | 22              |                 |                 |                 | 2               |                 |                 |                 |                 |                 |                 |                 |                 |                 |                 |                 |                 |                 | 10              |                 |                 |                 |                 |                 |                 |                 |                 |                 |                 |                 |                     |                 |                 |                 |                 |                 |                      |                 |                 | 10              |
| Uczestnicy konkursu                                                                                             | Izrael     | 158             |                 | 2               | 6               | 5               |                 | 12              |                 | 12              | 10              |                 | 3               |                 |                 | 8               | 5               | 1               | 1               | 12              | 3               |                 | 4               | 7               |                 | 4               | 4               | 6               | 6               | 6               | 7               | 3                   | 4               | 3               |                 | 5               | 3               |                      | 8               |                 | 8               |
| Uczestnicy konkursu                                                                                             | Białoruś   | 67              |                 | 3               |                 |                 | 3               | 1               | 2               |                 |                 |                 |                 |                 |                 |                 |                 |                 | 6               |                 |                 |                 | 12              |                 |                 |                 | 1               |                 | 7               | 3               |                 | 7                   |                 |                 |                 | 4               |                 | 8                    | 10              |                 |                 |
| Uczestnicy konkursu                                                                                             | Holandia   | 53              |                 |                 |                 |                 |                 | 8               | 5               |                 |                 |                 | 12              |                 |                 | 1               |                 |                 |                 | 5               | 2               |                 |                 | 4               |                 | 6               |                 | 2               | 8               |                 |                 |                     |                 |                 |                 |                 |                 |                      |                 |                 |                 |
| Uczestnicy konkursu                                                                                             | Islandia   | 52              |                 |                 |                 | 10              |                 |                 | 4               |                 |                 |                 |                 |                 | 8               |                 |                 |                 |                 | 6               |                 |                 |                 |                 |                 | 10              |                 | 3               |                 |                 |                 |                     | 2               |                 | 7               |                 |                 |                      |                 |                 | 2               |
| Uczestnicy konkursu                                                                                             | Belgia     | 29              |                 |                 | 12              | 3               |                 |                 |                 |                 | 6               |                 |                 |                 |                 |                 |                 |                 |                 |                 |                 |                 |                 |                 |                 |                 |                 |                 |                 |                 | 1               |                     |                 |                 |                 |                 |                 |                      |                 |                 | 7               |
| Uczestnicy konkursu                                                                                             | Estonia    | 31              |                 | 5               |                 | 1               | 12              |                 |                 |                 |                 |                 |                 |                 |                 |                 | 1               | 6               |                 |                 |                 |                 |                 | 1               | 2               | 3               |                 |                 |                 |                 |                 |                     |                 |                 |                 |                 |                 |                      |                 |                 |                 |
| Uczestnicy konkursu                                                                                             | Norwegia   | 164             | 2               | 6               | 1               | 8               | 6               |                 | 7               | 5               | 2               | 12              | 2               | 6               |                 | 7               |                 | 12              | 2               |                 | 5               |                 | 2               | 10              | 3               | 12              | 7               | 7               | 3               | 2               | 2               | 4                   |                 | 4               | 8               | 6               |                 | 4                    |                 | 7               |                 |
| Uczestnicy konkursu                                                                                             | Rumunia    | 235             | 10              |                 | 10              | 12              |                 | 7               | 12              | 3               | 8               | 5               | 8               | 1               | 7               |                 | 12              | 4               | 5               | 4               | 4               | 1               | 5               | 8               | 1               | 7               | 8               | 8               | 10              | 7               |                 | 12                  | 12              | 5               | 5               | 1               | 7               | 12                   | 3               | 5               | 6               |
| Uczestnicy konkursu                                                                                             | Węgry      | 167             | 7               |                 | 7               |                 | 5               |                 | 8               | 4               |                 | 7               | 6               | 4               | 6               | 10              |                 | 5               | 4               | 1               | 1               | 8               | 7               |                 | 4               | 1               | 12              | 1               | 2               | 8               |                 | 6                   | 3               | 8               | 3               | 10              |                 | 5                    | 7               | 3               | 4               |
| Uczestnicy konkursu                                                                                             | Finlandia  | 50              |                 |                 |                 |                 |                 | 6               |                 |                 | 1               |                 |                 | 8               | 10              |                 |                 |                 |                 | 3               |                 |                 |                 |                 |                 | 8               |                 |                 |                 |                 |                 |                     |                 |                 | 10              |                 | 4               |                      |                 |                 |                 |
| Uczestnicy konkursu                                                                                             | Macedonia  | 97              | 4               |                 |                 |                 |                 | 3               |                 |                 | 3               |                 |                 |                 |                 | 4               |                 |                 |                 |                 | 8               | 12              | 10              |                 | 8               |                 |                 |                 |                 | 10              | 12              |                     |                 | 10              | 1               |                 | 2               |                      |                 | 10              |                 |
| Uczestnicy konkursu                                                                                             | Andora     | 27              |                 |                 |                 | 4               |                 |                 |                 |                 | 7               |                 |                 |                 |                 |                 |                 |                 |                 |                 |                 |                 |                 |                 |                 |                 |                 |                 |                 |                 | 6               |                     | 10              |                 |                 |                 |                 |                      |                 |                 |                 |
| Uczestnicy konkursu                                                                                             | Szwajcaria | 114             | 1               | 8               | 2               |                 | 7               | 2               | 3               | 8               |                 | 6               |                 | 12              | 2               | 2               | 3               | 10              | 3               |                 |                 | 3               | 3               | 2               | 5               | 2               | 5               |                 | 1               |                 |                 | 5                   |                 | 2               | 4               |                 | 6               | 3                    | 2               | 2               |                 |
| Uczestnicy konkursu                                                                                             | Chorwacja  | 169             | 12              | 4               | 3               | 6               | 4               | 5               |                 | 1               | 4               | 4               | 1               | 3               | 4               | 6               | 8               | 2               | 12              |                 | 10              |                 | 8               |                 | 12              |                 | 3               |                 |                 |                 | 10              |                     |                 | 12              | 6               | 7               | 10              |                      |                 | 12              |                 |
| Uczestnicy konkursu                                                                                             | Bułgaria   | 49              |                 |                 |                 | 7               |                 |                 |                 |                 |                 |                 |                 |                 |                 |                 |                 |                 | 8               |                 |                 |                 |                 |                 |                 |                 |                 |                 |                 | 5               | 4               | 10                  | 6               | 1               |                 |                 |                 | 7                    |                 | 1               |                 |
| Uczestnicy konkursu                                                                                             | Irlandia   | 53              |                 |                 |                 |                 |                 |                 |                 |                 |                 |                 |                 | 2               |                 | 5               | 10              |                 |                 | 2               |                 | 5               | 1               |                 |                 |                 | 2               | 12              | 5               | 4               |                 | 1                   |                 |                 |                 |                 |                 |                      |                 | 4               |                 |
| Uczestnicy konkursu                                                                                             | Słowenia   | 69              | 3               |                 |                 |                 |                 | 4               | 1               | 2               |                 | 1               |                 |                 |                 |                 | 2               | 7               | 7               |                 |                 | 10              |                 |                 |                 |                 |                 |                 |                 |                 | 8               |                     |                 | 7               |                 | 3               |                 |                      | 6               | 8               |                 |
| Uczestnicy konkursu                                                                                             | Dania      | 185             | 6               | 7               | 5               |                 | 2               | 10              |                 |                 | 12              | 10              | 7               | 7               | 12              | 3               | 7               | 8               |                 | 8               | 7               | 6               |                 | 12              |                 |                 | 10              | 10              | 4               |                 |                 |                     | 8               |                 | 12              |                 | 5               | 2                    | 4               |                 | 1               |
| Uczestnicy konkursu                                                                                             | Polska     | 81              | 5               | 1               |                 |                 | 1               |                 |                 | 6               | 5               | 3               | 5               |                 | 5               |                 | 4               |                 |                 |                 |                 | 2               |                 |                 |                 |                 |                 |                 |                 | 1               |                 |                     | 7               |                 | 2               | 8               | 8               | 10                   | 5               |                 | 3               |
| Kraje w rzędach uporządkowane zostały według kolejności występowania, w kolumnach –według kolejności głosowania |            |                 |                 |                 |                 |                 |                 |                 |                 |                 |                 |                 |                 |                 |                 |                 |                 |                 |                 |                 |                 |                 |                 |                 |                 |                 |                 |                 |                 |                 |                 |                     |                 |                 |                 |                 |                 |                      |                 |                 |                 |

Legenda:
     Kraje, które awansowały do finału

### Finał
| L.p. | Kraj                 | Język                                                                            | Wykonawca                           | Tytuł                  | Miejsce | Punkty |
| ---- | -------------------- | -------------------------------------------------------------------------------- | ----------------------------------- | ---------------------- | ------- | ------ |
| 01   | Węgry                | węgierski                                                                        | NOX                                 | „Forogj, világ!”       | 12      | 97     |
| 02   | Wielka Brytania      | angielski                                                                        | Javine                              | „Touch My Fire”        | 22      | 18     |
| 03   | Malta                | angielski                                                                        | Chiara                              | „Angel”                | 2       | 192    |
| 04   | Rumunia              | angielski                                                                        | Luminița Anghel and Sistem          | „Let Me Try”           | 3       | 158    |
| 05   | Norwegia             | angielski                                                                        | Wig Wam                             | „In My Dreams”         | 9       | 125    |
| 06   | Turcja               | turecki                                                                          | Gülseren                            | „Rimi Rimi Ley”        | 13      | 92     |
| 07   | Mołdawia             | angielski, rumuński                                                              | Zdob și Zdub                        | „Boonika bate doba”    | 6       | 148    |
| 08   | Albania              | angielski                                                                        | Ledina Çelo                         | „Tomorrow I Go”        | 16      | 53     |
| 09   | Cypr                 | angielski                                                                        | Konstandinos Christoforu            | „Ela Ela (Come Baby)”  | 18      | 46     |
| 10   | Hiszpania            | hiszpański                                                                       | Son de Sol                          | „Brujería”             | 21      | 28     |
| 11   | Izrael               | hebrajski, angielski                                                             | Sziri Majmon                        | „Ha-Szeket sze-niszar” | 4       | 154    |
| 12   | Serbia i Czarnogóra  | serbski                                                                          | No Name                             | „Zauvijek moja”        | 7       | 137    |
| 13   | Dania                | angielski                                                                        | Jakob Sveistrup                     | „Talking to You”       | 9       | 125    |
| 14   | Szwecja              | angielski                                                                        | Martin Stenmarck                    | „Las Vegas”            | 19      | 30     |
| 15   | Macedonia            | angielski                                                                        | Martin Wucziḱ                       | „Make My Day”          | 17      | 52     |
| 16   | Ukraina              | ukraiński, angielski, polski, rosyjski, francuski, niemiecki, hiszpański, czeski | Gryndżoły                           | „Razom nas bahato”     | 19      | 30     |
| 17   | Niemcy               | angielski                                                                        | Gracia Baur                         | „Run & Hide”           | 24      | 4      |
| 18   | Chorwacja            | chorwacki                                                                        | Boris Novković (feat. Lado members) | „Vukovi umiru sami”    | 11      | 115    |
| 19   | Grecja               | angielski                                                                        | Elena Paparizou                     | „My Number One”        | 1       | 230    |
| 20   | Rosja                | angielski                                                                        | Natalla Padolska                    | „Nobody Hurt No One”   | 15      | 57     |
| 21   | Bośnia i Hercegowina | angielski                                                                        | Feminnem                            | „Call Me”              | 14      | 79     |
| 22   | Szwajcaria           | angielski                                                                        | Vanilla Ninja                       | „Cool Vibes”           | 8       | 128    |
| 23   | Łotwa                | angielski, migowy                                                                | Valters & Kaža                      | „The War Is Not Over”  | 5       | 153    |
| 24   | Francja              | francuski                                                                        | Ortal                               | „Chacun pense à soi”   | 23      | 11     |

Legenda:
     Zdobywca pierwszego miejsca
     Zdobywca drugiego miejsca
     Zdobywca trzeciego miejsca
Tabela punktacyjna finału
Kolejność ogłaszania głosów w finale została uporządkowana alfabetycznie, według kodu ISO. Każdy kraj wyznaczył swojego własnego sekretarza.
W głosowaniu finałowym wzięły udział wszystkie trzydzieści dziewięć krajów mających swoich reprezentantów w konkursie. W Andorze i Turcji obowiązywało jedynie głosowanie SMS-owe, zaś w Bośni i Hercegowinie, Islandii, Izraelu, Szwajcarii oraz na Cyprze telewidzowie oddawali głosy tylko za pomocą telefonów stacjonarnych.
| |                        | Kraje głosujące | Kraje głosujące | Kraje głosujące | Kraje głosujące | Kraje głosujące | Kraje głosujące | Kraje głosujące | Kraje głosujące | Kraje głosujące | Kraje głosujące | Kraje głosujące     | Kraje głosujące | Kraje głosujące | Kraje głosujące | Kraje głosujące | Kraje głosujące | Kraje głosujące | Kraje głosujące | Kraje głosujące | Kraje głosujące      | Kraje głosujące | Kraje głosujące | Kraje głosujące | Kraje głosujące | Kraje głosujące | Kraje głosujące | Kraje głosujące | Kraje głosujące | Kraje głosujące | Kraje głosujące | Kraje głosujące | Kraje głosujące | Kraje głosujące | Kraje głosujące | Kraje głosujące | Kraje głosujące | Kraje głosujące | Kraje głosujące | Kraje głosujące | Kraje głosujące |
| Suma punktów | Węgry                  | Wielka Brytania | Malta           | Rumunia         | Norwegia        | Turcja          | Mołdawia        | Albania         | Cypr            | Hiszpania       | Izrael          | Serbia i Czarnogóra | Dania           | Szwecja         | Macedonia       | Ukraina         | Niemcy          | Chorwacja       | Grecja          | Rosja           | Bośnia i Hercegowina | Szwajcaria      | Łotwa           | Francja         | Austria         | Litwa           | Portugalia      | Monako          | Białoruś        | Holandia        | Islandia        | Belgia          | Estonia         | Finlandia       | Andora          | Bułgaria        | Irlandia        | Słowenia        | Polska          |                 |                 |
| --- | ---------------------- | --------------- | --------------- | --------------- | --------------- | --------------- | --------------- | --------------- | --------------- | --------------- | --------------- | ------------------- | --------------- | --------------- | --------------- | --------------- | --------------- | --------------- | --------------- | --------------- | -------------------- | --------------- | --------------- | --------------- | --------------- | --------------- | --------------- | --------------- | --------------- | --------------- | --------------- | --------------- | --------------- | --------------- | --------------- | --------------- | --------------- | --------------- | --------------- | --------------- | --------------- |
| Uczestnicy konkursu                                                                                              | Węgry                  | 97              |                 |                 |                 | 8               |                 | 6               |                 |                 | 7               | 5                   | 8               | 6               |                 |                 | 1               | 2               |                 | 6               | 2                    | 3               | 1               |                 | 3               | 3               |                 |                 | 2               |                 | 2               |                 | 6               | 2               | 3               |                 | 6               | 5               |                 |                 | 10              |
| Uczestnicy konkursu                                                                                              | Wielka Brytania        | 18              |                 |                 | 4               |                 |                 | 1               |                 |                 | 5               |                     |                 |                 |                 |                 |                 |                 |                 |                 |                      |                 |                 |                 |                 |                 |                 |                 |                 |                 |                 |                 |                 |                 |                 |                 |                 |                 | 8               |                 |                 |
| Uczestnicy konkursu                                                                                              | Malta                  | 192             | 5               | 10              |                 | 2               | 10              | 8               |                 | 4               | 6               | 7                   | 10              |                 | 10              | 6               |                 | 10              | 8               | 4               | 8                    | 12              |                 | 3               | 5               | 7               | 5               | 2               |                 | 5               | 5               | 5               | 4               | 8               | 4               | 8               |                 |                 | 10              | 1               |                 |
| Uczestnicy konkursu                                                                                              | Rumunia                | 158             | 10              |                 | 7               |                 | 6               | 4               | 7               | 5               | 8               | 12                  | 12              | 3               | 3               | 2               | 2               |                 |                 |                 | 5                    |                 | 2               |                 |                 | 5               | 6               |                 | 12              | 4               | 1               | 3               | 5               | 7               |                 |                 | 7               | 8               | 5               |                 | 7               |
| Uczestnicy konkursu                                                                                              | Norwegia               | 125             |                 | 5               | 5               |                 |                 |                 | 3               |                 | 3               | 3                   | 1               | 2               | 12              | 8               |                 | 6               |                 |                 | 4                    |                 | 3               |                 | 6               |                 |                 | 5               |                 |                 | 4               | 1               | 12              | 3               | 8               | 12              | 2               | 1               | 4               | 4               | 8               |
| Uczestnicy konkursu                                                                                              | Turcja                 | 92              |                 | 1               |                 | 3               |                 |                 |                 | 8               |                 |                     |                 |                 | 8               |                 | 4               |                 | 10              |                 |                      |                 | 8               | 6               |                 | 12              | 7               |                 |                 |                 |                 | 12              |                 | 10              |                 |                 |                 | 3               |                 |                 |                 |
| Uczestnicy konkursu                                                                                              | Mołdawia               | 148             | 4               | 2               | 2               | 12              |                 | 7               |                 |                 | 2               | 4                   | 4               | 5               |                 |                 | 5               | 12              | 1               | 1               | 7                    | 10              | 4               |                 | 8               | 2               | 2               | 10              | 10              |                 | 7               |                 | 8               | 1               | 6               |                 |                 | 6               |                 | 3               | 3               |
| Uczestnicy konkursu                                                                                              | Albania                | 53              |                 |                 |                 |                 |                 | 2               |                 |                 |                 |                     |                 | 8               |                 |                 | 12              |                 |                 | 2               | 10                   |                 | 5               | 10              |                 | 1               | 3               |                 |                 |                 |                 |                 |                 |                 |                 |                 |                 |                 |                 |                 |                 |
| Uczestnicy konkursu                                                                                              | Cypr                   | 46              |                 | 3               | 12              | 1               |                 |                 |                 | 7               |                 |                     |                 | 1               |                 |                 |                 |                 |                 |                 | 12                   |                 |                 |                 |                 |                 |                 |                 |                 |                 |                 |                 |                 |                 |                 |                 |                 | 10              |                 |                 |                 |
| Uczestnicy konkursu                                                                                              | Hiszpania              | 28              |                 |                 |                 |                 |                 |                 |                 |                 |                 |                     |                 |                 |                 |                 |                 |                 |                 |                 |                      |                 |                 | 4               |                 | 4               |                 |                 | 8               |                 |                 |                 |                 |                 |                 |                 | 12              |                 |                 |                 |                 |
| Uczestnicy konkursu                                                                                              | Izrael                 | 154             | 8               | 7               | 8               | 7               | 5               | 3               | 6               | 3               |                 | 6                   |                 |                 | 5               | 1               |                 | 7               | 5               |                 |                      | 8               |                 | 1               | 2               | 10              | 1               | 3               | 5               | 12              | 8               | 7               |                 | 6               | 1               | 5               | 8               |                 | 6               |                 |                 |
| Uczestnicy konkursu                                                                                              | Serbia i Czarnogóra    | 137             | 2               |                 |                 | 6               |                 |                 | 1               | 6               | 10              |                     |                 |                 |                 | 4               | 10              | 3               | 3               | 12              | 6                    | 6               | 10              | 12              | 1               | 6               | 12              |                 |                 | 6               | 3               | 4               |                 |                 |                 |                 |                 | 4               |                 | 10              |                 |
| Uczestnicy konkursu                                                                                              | Dania                  | 125             | 6               | 8               | 3               | 4               | 12              |                 |                 |                 |                 | 10                  | 3               |                 |                 | 10              |                 |                 | 6               |                 |                      |                 |                 |                 | 4               |                 |                 | 4               | 1               | 10              |                 | 8               | 10              | 4               | 5               | 2               | 3               |                 | 7               |                 | 5               |
| Uczestnicy konkursu                                                                                              | Szwecja                | 30              |                 |                 |                 |                 | 1               |                 | 5               |                 |                 | 2                   |                 |                 | 7               |                 | 6               |                 |                 |                 |                      |                 |                 |                 |                 |                 |                 |                 |                 | 3               |                 |                 |                 |                 |                 | 6               |                 |                 |                 |                 |                 |
| Uczestnicy konkursu                                                                                              | Macedonia              | 52              |                 |                 |                 |                 |                 | 5               |                 | 10              |                 |                     |                 | 7               |                 |                 |                 |                 |                 | 8               |                      |                 | 7               | 2               |                 |                 |                 |                 |                 | 1               |                 |                 |                 |                 |                 |                 |                 | 7               |                 | 5               |                 |
| Uczestnicy konkursu                                                                                              | Ukraina                | 30              |                 |                 |                 |                 |                 |                 | 8               |                 |                 | 1                   |                 |                 |                 |                 |                 |                 |                 |                 |                      | 2               |                 |                 |                 |                 |                 |                 | 7               |                 |                 |                 |                 |                 |                 |                 |                 |                 |                 |                 | 12              |
| Uczestnicy konkursu                                                                                              | Niemcy                 | 4               |                 |                 |                 |                 |                 |                 | 2               |                 |                 |                     |                 |                 |                 |                 |                 |                 |                 |                 |                      |                 |                 |                 |                 |                 |                 |                 |                 | 2               |                 |                 |                 |                 |                 |                 |                 |                 |                 |                 |                 |
| Uczestnicy konkursu                                                                                              | Chorwacja              | 115             | 7               |                 |                 | 5               | 2               |                 |                 | 2               |                 |                     |                 | 10              |                 |                 | 8               | 8               | 2               |                 |                      | 1               | 12              | 8               | 7               |                 | 8               | 6               |                 | 7               |                 | 2               | 1               |                 | 2               | 1               |                 | 2               |                 | 12              | 2               |
| Uczestnicy konkursu                                                                                              | Grecja                 | 230             | 12              | 12              | 6               | 10              | 4               | 12              | 4               | 12              | 12              | 8                   | 7               | 12              | 2               | 12              | 7               |                 | 12              | 5               |                      | 4               | 6               | 7               |                 | 8               | 4               | 1               | 3               |                 |                 | 10              | 2               | 12              |                 | 3               | 4               | 12              | 2               | 2               | 1               |
| Uczestnicy konkursu                                                                                              | Rosja                  | 57              |                 |                 |                 |                 |                 |                 | 10              |                 |                 |                     |                 |                 |                 |                 |                 | 4               |                 |                 |                      |                 |                 |                 | 10              |                 |                 | 7               |                 |                 | 12              |                 |                 |                 | 7               | 7               |                 |                 |                 |                 |                 |
| Uczestnicy konkursu                                                                                              | Bośnia and Hercegowina | 79              |                 | 4               |                 |                 | 7               | 10              |                 |                 |                 |                     |                 | 4               | 4               | 7               | 3               |                 |                 | 10              |                      |                 |                 | 5               |                 |                 | 10              |                 |                 |                 |                 | 6               |                 |                 |                 |                 |                 |                 | 1               | 8               |                 |
| Uczestnicy konkursu                                                                                              | Szwajcaria             | 128             | 3               |                 | 1               |                 | 3               |                 |                 |                 | 4               |                     | 2               |                 | 1               | 5               |                 | 5               | 4               | 3               | 3                    | 7               |                 |                 | 12              |                 |                 | 8               | 4               | 8               | 10              |                 | 7               |                 | 12              | 10              | 1               |                 | 3               | 6               | 6               |
| Uczestnicy konkursu                                                                                              | Łotwa                  | 153             | 1               | 6               | 10              |                 | 8               |                 | 12              |                 | 1               |                     | 6               |                 | 6               | 3               |                 | 1               | 7               | 7               | 1                    | 5               |                 |                 |                 |                 |                 | 12              | 6               |                 | 6               |                 | 3               | 5               | 10              | 4               | 10              |                 | 12              | 7               | 4               |
| Uczestnicy konkursu                                                                                              | Francja                | 11              |                 |                 |                 |                 |                 |                 |                 | 1               |                 |                     | 5               |                 |                 |                 |                 |                 |                 |                 |                      |                 |                 |                 |                 |                 |                 |                 |                 |                 |                 |                 |                 |                 |                 |                 | 5               |                 |                 |                 |                 |
| Kraje w rzędach uporządkowane zostały według kolejności występowania, w kolumnach – według kolejności głosowania |                        |                 |                 |                 |                 |                 |                 |                 |                 |                 |                 |                     |                 |                 |                 |                 |                 |                 |                 |                 |                      |                 |                 |                 |                 |                 |                 |                 |                 |                 |                 |                 |                 |                 |                 |                 |                 |                 |                 |                 |                 |

Legenda:
     Zdobywca pierwszego miejsca

## Inne wyróżnienia
Nagrody im. Marcela Bezençona

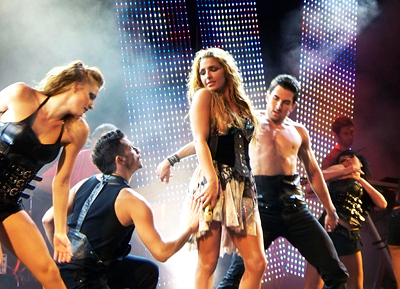
Elena Paparizou – zwyciężczyni konkursu oraz zdobywczyni Nagrody Artystycznej im. Marcela Bezençona (fot. z 2008)

W 2005 po raz czwarty przyznano Nagrody im. Marcela Bezençona, czyli wyróżnienia przyznawane dla najlepszych piosenek biorących udział w finale imprezy, sygnowane nazwiskiem twórcy konkursu – Marcela Bezençona. Pomysłodawcami statuetek zostali: szef szwedzkiej delegacji konkursowej Christer Björkman oraz członek zespołu Herreys – Richard Herrey.
W 2005 nagrody w trzech kategoriach otrzymali:
| Kategoria            | Kraj                | Piosenka        | Wykonawca       |
| -------------------- | ------------------- | --------------- | --------------- |
| Nagroda Artystyczna  | Grecja              | „My Number One” | Elena Paparizou |
| Nagroda Dziennikarzy | Malta               | „Angel”         | Chiara          |
| Nagroda Kompozytorów | Serbia i Czarnogóra | „Zauvijek moja” | No Name         |

Nagroda im. Barbary Dex
Nagroda im. Barbary Dex – nieoficjalne wyróżnienie przyznawane od 1997 najgorzej ubranemu wykonawcy Konkursu Piosenki Eurowizji za pośrednictwem holenderskiej strony House of Eurovision (eurovisionhouse.nl). Nagroda zawdzięcza swoją nazwę belgijskiej piosenkarce Barbarze Dex, która wystąpiła w finale 38. Konkursu Piosenki Eurowizji w 1993 we własnoręcznie uszytej sukni, która zebrała negatywne komentarze wśród fanów widowiska.
W głosowaniu w 2005 wzięło udział 241 internautów, spośród których najwięcej z nich oddało swój głos na reprezentanta Macedonii, Martinowi Vučiciowi. Piosenkarz wystąpił w finale konkursu w jasnych dżinsach, bluzce i „za dużej o dwa rozmiary” różowej marynarce. Drugie miejsce w plebiscycie zajęła reprezentantka Islandii, Selma Björnsdóttir, a trzecie – norweski zespół Wig Wam.
Faworyci bukmacherów i internautów
Przed rozegraniem finału głównymi faworytami do wygrania według notowań bukmacherskich (Bet365.com i Boylesports.com) były: Grecja, Norwegia, Węgry, Szwajcaria i Islandia. Internauci biorący udział w plebiscycie portalu ESC Today wytypowali, że konkurs wygra reprezentacja Grecji. W typowaniach belgijskich dziennikarzy, którzy wzięli udział w plebiscycie, organizowanym przez nadawców telewizyjnych z Flandrii i Walonii, na podium powinny znaleźć się piosenki z Serbii i Czarnogóry, Norwegii i Szwecji. Głównym faworytami niderlandzkiej delegacji były Grecja, Dania i Islandia.

## Oglądalność
Finał 50. Konkursu Piosenki Eurowizji obejrzało: 7,95 miliona widzów w Wielkiej Brytanii (267 tys. obejrzało także półfinał), 3 687 680 widzów we Francji, 4,71 mln w Hiszpanii, 7 mln w Niemczech, 1,247 mln w Holandii, 753 tys. w Belgii, ok. 4 mln w Polsce (ponad 5 mln obejrzało półfinał)|, 313 tys. w Estonii, 1,258 mln w Australii, 39,5% widzów w Izraelu (47,9% podczas występu reprezentantki) oraz aż 94,2% telewidzów w Grecji.
Podczas obu koncertów konkursowych telewidzowie oddali ponad pięć milionów głosów, z czego na Łotwie oddano ich 85 596.

## Międzynarodowi sekretarze i komentatorzy

### Sekretarze
Poniżej przedstawione zostały nazwiska wszystkich sekretarzy, którzy ogłaszali wyniki głosowania w poszczególnych krajach. Państwa zostały uporządkowane w kolejności przyznawania punktów, która odpowiada kolejności występowania reprezentanta danego kraju podczas koncertu półfinałowego (dla krajów, które nie zakwalifikowały się do finału) lub finałowego (dla krajów biorących udział w finale).

1. Austria – Dodo Roscic
2. Litwa – Rolandas Vilkončius
3. Portugalia – Isabel Angelino
4. Monako – Anne Allegrini
5. Białoruś –  Elena Ponomarewa
6. Holandia – Nancy Coolen[342]
7. Islandia – Ragnhildur Steinunn Jónsdóttir
8. Belgia – Armelle Gysen
9. Estonia – Maarja-Liis Ilus
(reprezentantka kraju podczas konkursu w 1996 i 1997)
10. Finlandia – Jari Sillanpää[343]
(reprezentant kraju podczas konkursu w 2004)
11. Andora – Ruth Gumbau
12. Bułgaria – Ewgenija Atanasowa
13. Irlandia – Dana Rosemary Scallon
(zwyciężczyni konkursu w 1970)
14. Słowenia – Katarina Čas
15. Polska – Maciej Orłoś
16. Węgry – Zsuzsa Demcsák
17. Wielka Brytania – Cheryl Baker
(wokalistka zespołu Bucks Fizz, zwycięzcy konkursu w 1981)
18. Malta – Valerie Vella
19. Rumunia – Berti Barbera
20. Norwegia – Ingvild Helljesen
21. Turcja – Meltem Ersan Yazgan
22. Mołdawia – Elena Camerzan
23. Albania – Zhani Ciko
24. Cypr – Melani Steliu
25. Hiszpania – Ainhoa Arbizu
26. Izrael – Dana Herman[344]
27. Serbia i Czarnogóra – Nina Radulović
28. Dania – Gry Johansen
(reprezentantka kraju podczas konkursu w 1983)
29. Szwecja – Annika Jankell
30. Macedonia – Karolina Goczewa
(reprezentantka kraju podczas konkursu w 2002 i 2007)
31. Ukraina – Maria Orłowa
32. Niemcy – Thomas Hermanns[345]
33. Chorwacja – Barbara Kolar
34. Grecja – Alexis Kostalas[346]
35. Rosja – Jana Czurikowa
36. Bośnia i Hercegowina – Ana Mirjana Račanović[347]
37. Szwajcaria – Cécile Bähler
38. Łotwa – Marija Naumova[348]
(zwyciężczyni konkursu w 2002 i prowadząca konkurs w 2003)
39. Francja – Marie Myriam
(zwyciężczyni konkursu w 1977)

### Komentatorzy
Poniżej przedstawione zostały nazwiska wszystkich krajowych komentatorów oraz nazwy publicznych nadawców telewizyjnych i radiowych transmitujących konkurs w 2005. W przeciwieństwie do poprzedniego roku, w 2005 wszyscy nadawcy biorący udział w imprezie musieli transmitować oba koncerty konkursowe. Półfinał i finał konkursu transmitowany był również internetowo za pośrednictwem oficjalnej strony konkursu.

- Albania – Leon Menkshi (TVSH)
- Andora – Meri Picart i Josep Lluís Trabal (RTVA)
- Austria – Andi Knoll (ORF2), Martin Blumenau (Hitradio Ö3)
- Białoruś – Denis Kurian (Biełaruś-1)
- Belgia – Niderlandzki: André Vermeulen i Anja Daems (VRT TV1)[351], Julien Put i Michel Follet (VRT Radio 2), Francuski: Jean-Pierre Hautier (La une), Patrick Duhamel i Carlo de Pascale (La Première)[352]
- Bośnia i Hercegowina – Dejan Kukric (BHTV1)
- Bułgaria – Elena Rosberg i Georgi Kuszwaliew
- Chorwacja – Aleksandar Kostadinov[353]
- Cypr – Evi Papamichail (RIK 1)[354]
- Dania – Jørgen de Mylius (DR1)[355]
- Estonia – Marko Reikop (ETV)
- Finlandia – Jaana Pelkonen, Heikki Paasonen i Asko Murtomäki (Yle TV2)[356], Sanna Kojo i Jorma Hietamäki (YLE Radio Suomi)[357]
- Francja – Julien Lepers i Guy Carlier (Finał – France 3)[352], Peggy Olmi (Półfinał – France 4)[352], Jean-Luc Delarue (Finał – France Bleu)
- Grecja – Alexandra Pascalidu (NET)
- Hiszpania – Beatriz Pécker (TVE1)[358]
- Holandia – Willem van Beusekom i Cornald Maas (Nederland 2)[359][360], Hijlco Span i Ron Stoeltie (Radio 3)
- Islandia – Gísli Marteinn Baldursson (Sjónvarpið)[361]
- Irlandia – Marty Whelan (RTÉ One)[362], Ronan Collins (RTÉ Radio 1)
- Izrael – brak komentatora
- Litwa – Darius Užkuraitis
- Łotwa – Kārlis Streips
- Macedonia – Milanka Rasic
- Malta – Eileen Montesin
- Monako – Bernard Montiel i Génie Godula (Télé Monte Carlo)[352]
- Mołdawia
- Niemcy – Peter Urban (Das Erste)[363], Thomas Mohr (Deutschlandfunk/NDR 2)[364]
- Norwegia – Jostein Pedersen (NRK1)
- Polska – Artur Orzech (TVP1)
- Portugalia – Eládio Clímaco (RTP1)[365]
- Rosja – Jurij Aksiuta i Jelena Batinowa (Pierwyj kanał)
- Rumunia – Andreea Demirgian (TVR2)
- Serbia i Czarnogóra – Duška Vučinić-Lučić (RTS1), Dražen Bauković (finał) i Tamara Ivanković (półfinał i finał – TVCG2)
- Słowenia – Mojca Mavec
- Szwajcaria – Niemiecki: Sandra Studer (SF1), Francuski: Jean-Marc Richard i Marie-Thérèse Porchet (TSR 2), Włoski: Daniela Tami i Claudio Lazzarino (TSI 1)
- Szwecja – Pekka Heino (SVT1)[366], Carolina Norén (SR P3)[367]
- Turcja – Bülend Özveren (TRT 1)[368], Ümit Tunçağ i Canan Kumbasar (finał – TRT Radyo 3)
- Ukraina – Jarosław Czornenkyj (Perszyj kanał)[369], Galina Babij (Narodowa Radiokompania Ukrainy)
- Węgry – Zsuzsa Demcsák, András Fáber i Dávid Szántó
- Wielka Brytania – Paddy O’Connell (Półfinał – BBC Three[370]), Terry Wogan (Finał – BBC One)[371], Ken Bruce (Finał – BBC Radio 2)
- Australia (kraj niebiorący udziału w konkursie) – SBS[372]